# Gaetano Scovazzo
Gaetano Scovazzo (Aidone, 16 gennaio 1782 – Palermo, 7 giugno 1868) è stato un politico italiano.

## Biografia
Gaetano Scovazzo nacque in Aidone il 16-1-1782 da Lorenzo e Lucia Cordova. 
Da giovane studiò nel collegio di Noto per vestire l'abito talare, cui poi rinunciò per conseguire la laurea in giurisprudenza presso l'Ateneo di Catania.
Già a dodici anni aveva dimostrato il suo talento scrivendo tredici discorsi sulla letteratura italiana di Gerolamo Tiraboschi.
Quando operò a Palermo nel suo ufficio di giurista per la sua cultura che comprendeva le scienze economiche, sociali e politiche, la storia, la psicologia, la statistica ed oltre il latino e greco anche lingue straniere (francese, inglese, spagnolo) diventò amico di tante famiglie patrizie.
Nominato Regio Procuratore presso il tribunale di Palermo nel 1819 si recò diverse volte a Napoli dove strinse amicizia con alcuni Ministri del Borbone come Medici e Tommasi e con i giuristi (Agnetta, Napolitano, Foderà, Viola) riuscì a dialogare facendosi notare per il suo pensiero liberale.
Perfino il grande giurista napoletano Francesco Franco lo ammirò parecchio per la sua vastità di pensiero nel campo del diritto canonico e romano e per la sua perfetta conoscenza dei nuovi codici napoleonici.
Lo Scovazzo (fratello di Nicolò il grande pedagogo che aveva introdotto il metodo Bell-Lancaster nelle scuole del Regno) curò con interesse particolare la sua biblioteca acquistando tantissimi volumi e soprattutto molti libri introvabili gli venivano regalati da alcuni patrizi palermitani.
Lo Scovazzo nominato Commendatore oltre Napoli andò anche a Parigi nel 1829 ove conobbe il Presidente della Camera Jean Jacques Dupin che gli regalò diverse sue opere e alcuni preziosi libri che arricchirono ulteriormente la sua personale biblioteca.
Dopo i moti del 1830-31 in Sicilia Re Ferdinando II inviò come suo Luogotenente il fratello Leopoldo, conte di Siracusa e questi conoscendo la vasta cultura dello Scovazzo (nel 1812 era stato uno dei fautori della Costituzione liberale) lo fece nominare Ministro dell'agricoltura e commercio ed in seguito lo passò alle Finanze.

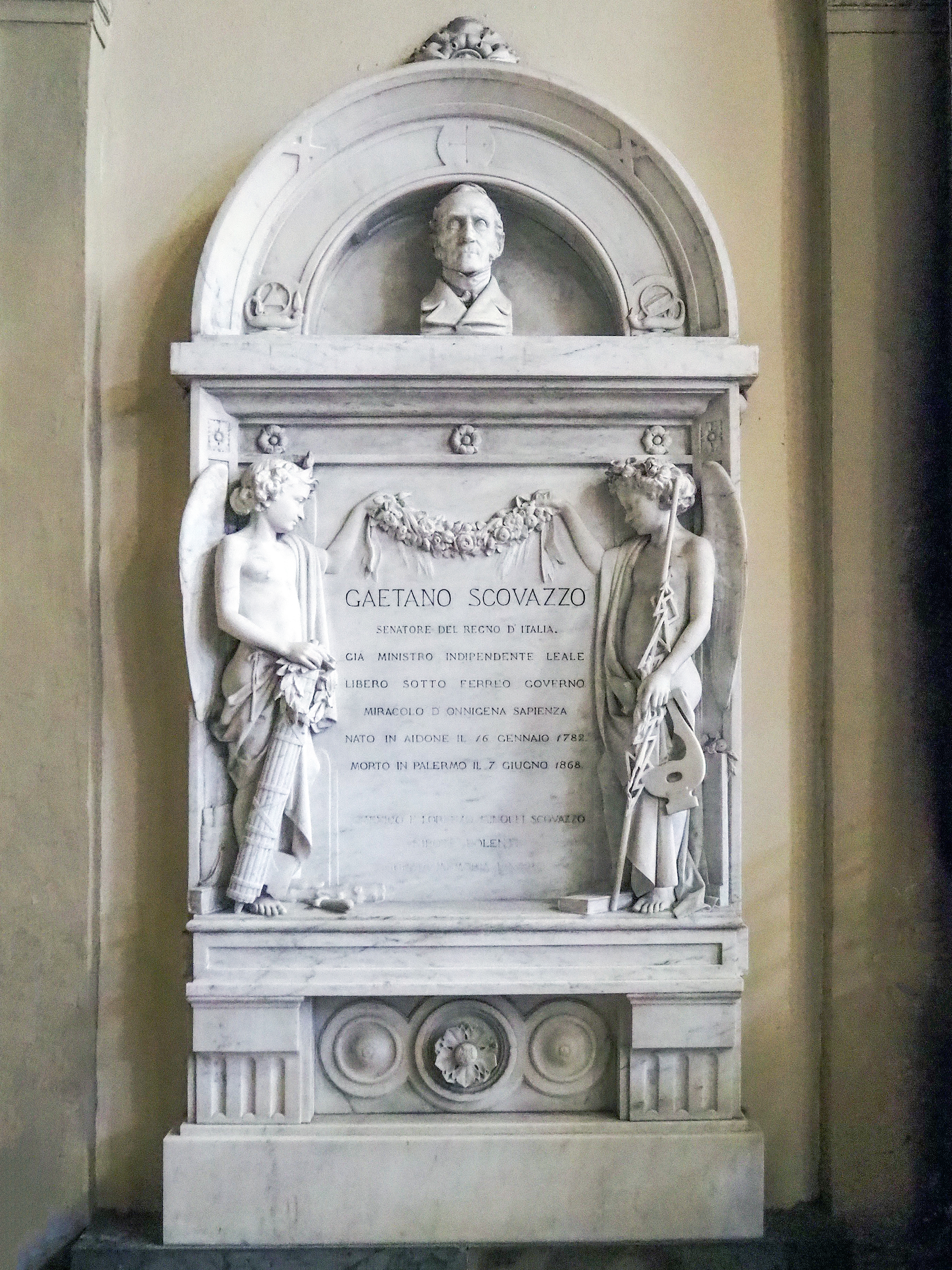
Monumento funebre nella chiesa di San Domenico

Gaetano Scovazzo operò sempre per il progresso della Sicilia, sebbene il rigido sistema borbonico limitava la sua azione di Governo, era molto legato ai suoi fratelli: Nicolò, Domenico (Giudice e capo dei carbonari di Aidone) e Luigi, ma diventò de facto il padrino del giovanissimo cugino Filippo Cordova (1811-1868) a cui insegnò con maestria l'arte della politica e gli fece conoscere la sua grande opera la traduzione del Paradiso perduto di John Milton.
Altri appartenenti alla sua famiglia come Rocco Camerata Scovazzo, Rosario Profeta Boscarini, Filippo Minolfi, Vincenzo Cordova furono suoi degni allievi poiché lo interpellavano per qualsiasi questione sia nel campo della politica e diritto che in campo economico.
Lo Scovazzo, in seguito al colera del 1837 e la morte dei suoi amatissimi fratelli Nicolò e Domenico, si ritirò per un certo periodo in Aidone.
In seguito venne nominato Agente del contezioso del Tesoro e fece parte della Consulta di Stato a Napoli per cui attraverso il suo lavoro conobbe e diventò amico di Pellegrino Rossi.
Il monumento funebre in marmo con il busto del senatore Scovazzo, posto nel Pantheon dei siciliani la chiesa di San Domenico a Palermo, è opera dello scultore nisseno Giuseppe Frattallone.

## Riconoscimenti
Il suo paese natale ha intitolato la biblioteca comunale all'illustre concittadino.